# ساما (بانوا)
ساما شهری در شهرستان کوکا در استان بانوا در بورکینافاسوی غربی است و جمعیت آن ۳,۸۵۳ نفر است.